# Virus transmis par des chauves-souris
Les virus transmis par des chauves-souris comptent parmi les principaux virus émergents,,. Ils sont définis par le fait que des chauves-souris constituent leur réservoir naturel. Ce sont notamment des coronavirus, des Orthohantavirus, des lyssavirus, le virus de Lassa, le virus Nipah, le virus Ebola et le virus Marburg. Parmi ces virus, ceux qui provoquent des maladies chez l'humain sont des virus à ARN.
Ces virus sont transmis aux humains par des morsures de chauves-souris à partir de la salive de ces animaux, ainsi que par des aérosols de salive, de fèces ou d'urine. À l'instar du virus de la rage, c'est par exemple le cas du virus Ebola, du coronavirus du SRAS (SARS-CoV) ainsi que du MERS-CoV,. L'une des difficultés posées par les chauves-souris est que les personnes ignorent généralement avoir été exposées à leurs sécrétions et être potentiellement infectées par des virus transmis par ces chiroptères.
Les chauves-souris présentent une susceptibilité élevée aux infections par les virus. On pense que leur mode de vie, leurs habitudes de repos, leur cycle de reproduction, leurs migrations et leurs hibernations favorisent la contamination des chauves-souris par des virus. On sait par ailleurs que les chauves-souris présentent un taux de viroses persistantes plus élevé que les autres mammifères. On pense que cela provient de la demi-vie plus brève des anticorps chez les chauves-souris. Une étude a révélé en 2018 que les chauves-souris ont une réponse STING atténuée par rapport aux autres mammifères, ce qui éviterait à leur système immunitaire de surréagir aux viroses. Certains inflammasomes de mammifères sont également absents chez les chauves-souris, ce qui pourrait limiter certaines réactions inflammatoires délétères pour leur organisme. On a par ailleurs montré que les chauves-souris sont davantage susceptibles d'être réinfectées par les mêmes virus que les autres mammifères, ces derniers — dont l'humain — ayant développé un système immunitaire plus robuste,.
Les chauves-souris hébergent davantage de virus que les rongeurs et peuvent propager des maladies sur des zones géographiques plus étendues en raison de leur aptitude à voler et de leurs habitudes migratoires. Certaines espèces, comme la petite chauve-souris brune, ont ainsi tendance à s'établir dans les greniers, les granges et les étables, où elles entrent en contact avec les humains,,.

## Exemples de virus transmis par des chauves-souris

### Coronavirus
Les chauves-souris hébergent une grande variété de coronavirus. Une étude réalisée en Thaïlande en a dénombré 47, tandis qu'on en a identifié plusieurs centaines en Chine, avec de nombreuses variantes. Plusieurs d'entre eux sont susceptibles de provoquer des zoonoses. On a pu montrer que l'épidémie de SRAS de 2003 en Chine et celle de MERS de 2013 au Moyen-Orient proviennent de chauves-souris, ; il est probable que ce soit également le cas du SARS-CoV-2. Les coronavirus sont des virus à ARN monocaténaire de polarité positive comprenant quatre genres, dont deux sont transmis par des chauves-souris,.

### Lyssavirus
Les chauves-souris comptent parmi les vecteurs de la rage, les chiens étant de loin les vecteurs principaux de cette maladie car ils sont à l'origine de 99 % des contaminations. Le virus de la rage arctique (en), quant à lui, est transmis par le renard polaire.

### Hantavirus
Les Hantavirus sont retrouvés le plus souvent chez les rongeurs et les musaraignes, mais certains d'entre eux ont été observés chez des chauves-souris,.

### Henipavirus
Les Henipavirus est un genre de virus à ARN de la famille des paramyxovirus comprenant cinq espèces de virus, dont le virus Nipah à l'origine d'épidémies sporadiques mais graves en Asie du Sud et su Sud-Est. Ils sont transmis notamment par des chauves-souris du genre Pteropus (roussettes) ainsi que les microchiroptères,.

### Filovirus
Les Filoviridae sont des virus à ARN monocaténaires de polarité négative responsables de fièvres hémorragiques souvent mortelles chez l'humain. Ce sont notamment le virus Marburg et le virus Ebola, ce dernier provoquant la maladie à virus Ebola. Les chauves-souris frugivores de la famille des ptéropodidés constituent le réservoir naturel du virus Ebola,.